# Вежбяни (ґміна)
Ґміна Вежбяни — колишня (1934—1939 рр.) сільська ґміна у Яворівському повіті Львівського воєводства Польської республіки (1918—1939) рр.] та у Равському повіті Крайсгауптманшафті Рава-Руська Дистрикту Галичина Третього Райху. Центром ґміни було село Вербляни.
1 серпня 1934 р. було створено ґміну Вежбяни у Яворівському повіті. До неї увійшли сільські громади: Вєжбяни (Вербляни), Завадув (Завадів), Тросцянєц (Тростянець), Щеплоти, Яжув Стари (Старий Яр).
У 1934 році територія ґміни становила 146,4 км². Населення ґміни станом на 1931 рік становило 10 601 особу. Налічувалось 1 838 житлових будинків.
Національний склад населення ґміни Вежбяни на 1 січня 1939 року:
| село        | населення | українці-грекокатолики | українці-латинники | євреї  | німці  | поляки |
| ----------- | --------- | ---------------------- | ------------------ | ------ | ------ | ------ |
| Вербляни    | 2780      | 2580                   | 130                | 60     |        | 10     |
| Завадів     | 2620      | 2470                   | 80                 | 50     |        | 20     |
| Тростянець  | 1720      | 1615                   | 20                 | 15     | 70     |        |
| Щеплоти     | 490       | 460                    | 15                 | 10     |        | 5      |
| Яжів Старий | 3700      | 3570                   | 80                 | 40     | 10     |        |
| Загалом     | 11310     | 10695                  | 325                | 175    | 10     | 105    |
| Відсотки    | 100 %     | 94,56 %                | 2,87 %             | 1,55 % | 0,09 % | 0,93 % |

Відповідно до пакту Молотова — Ріббентропа 28 вересня територія ґміни була зайнята СРСР. Ґміна ліквідована 17 січня 1940 року у зв'язку з утворенням Яворівського району.
Гміна (волость) була відновлена на час німецької окупації з липня 1941 до липня 1944 року. До складу ґміни передано зі ґміни Шкло села Воля-Старицька, Залужжя, Старичі, Цетуля і Яжів Новий, село Тростянець було зруйноване внаслідок створення Червоною армією Львівського артилерійського полігону з виселенням жителів у Бессарабію. Німецькою владою ґміна передана до Равського повіту Крайсгауптманшафту Рава-Руська.
На 1 березня 1943 року населення ґміни становило 10847 осіб..
Після зайняття території ґміни Червоною армією в липні 1944 р. ґміну ліквідовано і відновлений поділ на райони.